# فيليب تاكويه
فيليب تاكويه (بالفرنسية: Philippe Taquet)‏ (25 أبريل 1940) هو عالم حفريات فرنسي متخصص في ديناصور النظاميات الذي يوجد في شمال أفريقيا.
وهو مدير المتحف الوطني للتاريخ الطبيعي من عام 1985 إلى عام 1990 وعضو في الأكاديمية الفرنسية للعلوم منذ 30 نوفمبر عام 2004، والرئيس منذ عام 2012. وقد درس ووصف عدداً من ديناصورات أفريقيا، وخاصة ديناصورات مرحلة الأبتي في موقع غادوفاوا في النيجر (مثل Ouranosaurus). كما قام بأبحاث عن علم وصف طبقات الأرض للعصر الطباشيري المبكر ودرس العلاقة بين غرب أفريقيا والبرازيل. وكان رئيس المتحف الوطني للتاريخ الطبيعي في الفترة من 1985 إلى 1990.
حصل على ميدالية سو تايلر فريدمان في عام 2009 للعمل في تاريخ الجيولوجيا.

## مسيرته
كان فيليب باحثًا في المركز الوطني الفرنسي للبحث العلمي من عام 1965 إلى عام 1981، وهو عضو في المتحف الوطني للتاريخ الطبيعي لعلم المتحجرات. قام بإدارة وحدة البحوث المرتبطة بالمركز الوطني الفرنسي للبحث العلمي من 1981 إلى 1996.

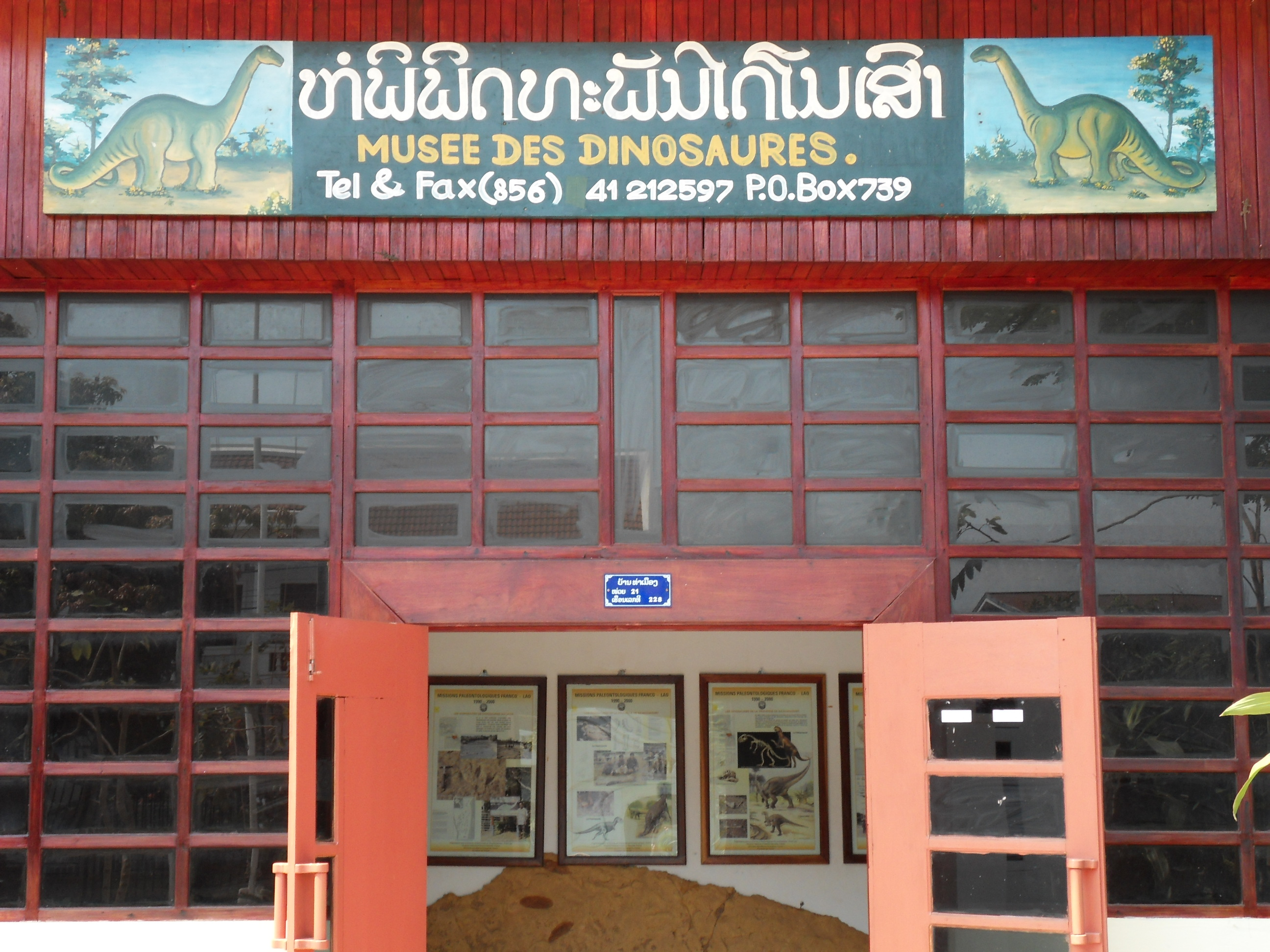
فيليبب تاكويه أحد المبادرين للمتحف الديناصورات سافانخت (لاوس).

انتخب عضوا لأكاديمية العلوم في 19 مارس 1990 ، ثم أصبح عضوا في 30 نوفمبر 2004 في قسم علوم الكون. وهو نائب رئيس الأكاديمية للفترة 2011-2012 ورئيسًا للفترة 2013-2014، وكذلك رئيس مكتب معهد فرنسا لعام 2014.
منذ عام 2004، كان رئيسًا للجنة الدولية لتاريخ الجيولوجيا.
وهو رئيس مجلس إدارة معهد علوم المحيطات منذ مارس 2017.
فيليب متخصص في فقاريات حقبة الحياة الوسطى (الديناصورات والتماسيح والزواحف). لمدة 50 عامًا قاد الاستكشافات في العديد من البلدان من صحراء تينيري في النيجر إلى صحراء جوبي في منغوليا ومن أجمة لاوس إلى جبال الأطلس الكبير في المغرب بحثًا عن رواسب أحفورية جديدة في تعود للعصر الجوراسي والعصر الطباشيري.

## اكتشافاته
كانت حملاته مثمرة مع اكتشاف ديناصورات في غادوفاوا في النيجر في عام 1965، وأدت حملات أخرى إلى المغرب إلى اكتشاف هياكل عظمية كاملة لديناصورات ضخمة من العصر الجوراسي المبكر وهي إحدى أسلاف الديناصورات العاشبة الكبيرة.
كل هذه الاكتشافات في شمال إفريقيا غيرت الصورة التقليدية عن التوزيع الجغرافي للديناصورات على كوكبنا. فحيوانات شمال أفريقيا كثيرة ومتنوعة مثل أمريكا الشمالية وأمريكا الجنوبية وآسيا.